# Myro jeanneli
Espèce
Myro jeanneli est une espèce d'araignées aranéomorphes de la famille des Toxopidae.

## Distribution
Cette espèce est endémique de l'archipel des Crozet dans les Terres australes et antarctiques françaises.

## Publication originale
- Berland, 1947 : XVI. Araignées. Croisière du Bougainville aux îles australes françaises. Mémoires du Muséum National d'Histoire Naturelle, Paris, vol. 20, p. 53-64.